# Sarcocornia perennis
Sarcocornia perennis o salicornia es una especie de plantas suculentas, halófitas (tolerante a sales) que crecen en salitrales, playas y manglares. Las especies de Salicornia son nativas de Estados Unidos y de Europa.

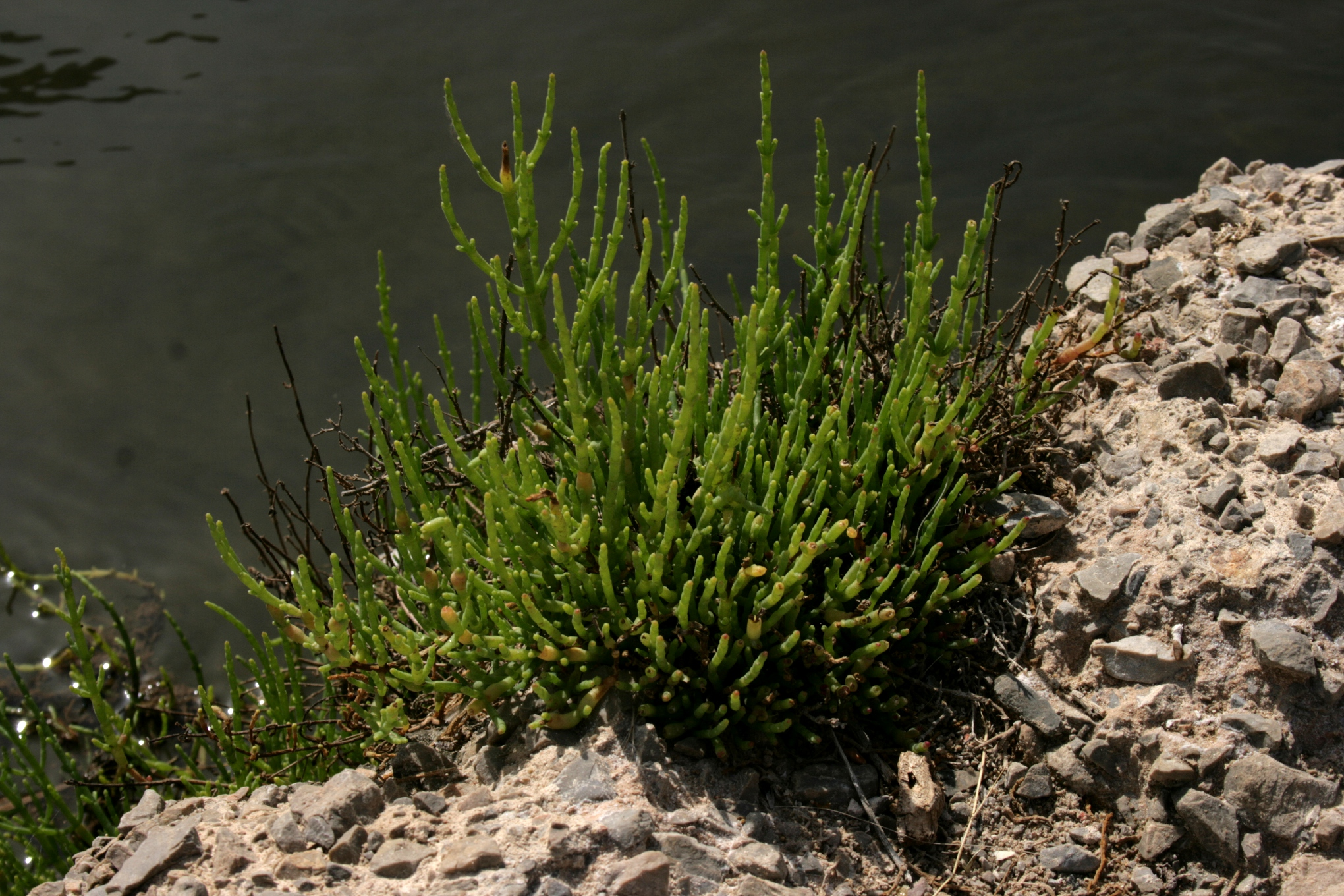
En su hábitat

## Descripción
Se lo cosecha en verano, cuando los brotes son tiernos; y se usan para pickles y ensaladas, reemplazando a las chauchas. Florece en verano y comienzos de otoño. La parte visible son los tallos articulados, hinchados de agua.
Las salicornias acumulan la sal en los tallos, que incorporan agua y son de textura turgente. Cuando un segmento terminal se satura de sal se pone rojo, y se cae.
Hojas y flores amarillas, diminutas, ubicadas en las articulaciones de los tallos.

## Taxonomía
Sarcocornia perennis fue descrito por (Mill.) A.J.Scott y publicado en Botanical Journal of the Linnean Society 75(4): 367. 1977[1978].
Etimología
Sarcocornia: significa, literalmente, "cuernos carnosos".
perennis: epíteto latino que significa "perenne".
Sinonimia
- Arthrocnemum ambiguum (Michx.) Moq.
- Arthrocnemum perenne (Mill.) Moss ex Fourc.
- Arthrocnemum variiflorum Moss
- Salicornia ambigua Michx.
- Salicornia andina Phil.
- Salicornia bergii Lorentz & Niederl.
- Salicornia corticosa var. nachtigalli Niederl.
- Salicornia doeringii Lorentz & Niederl.
- Salicornia fruticosa var. andina (Phil.) Gunckel
- Salicornia fruticosa var. doeringii (Lorentz & Niederl.) Speg.
- Salicornia magellanica Phil.
- Salicornia perennis Mill.
- Salicornia peruviana var. andina Reiche
- Salicornia peruviana var. doeringii (Lorentz & Niederl.) Reiche
- Salicornia radicans Sm.[4]